# Antonio Pappalardo
Antonio Pappalardo (Palermo, 25 giugno 1946) è un generale e politico italiano. Congedato nel 2006 dall'Arma dei Carabinieri con il grado di generale di brigata, è stato presidente del COCER della stessa forza armata dal 1988 al 1991. A settembre 2021 il Ministero della difesa ha emesso nei confronti di Pappalardo un provvedimento di perdita del grado di generale di brigata per motivi disciplinari; contro tale decisione lo stesso ha annunciato di aver presentato un ricorso al Consiglio di Stato, e, a suo dire, nel gennaio 2022 tale provvedimento sarebbe stato sospeso.
Tra il 1992 e il 1994 è stato deputato della XI legislatura e, per pochi giorni, sottosegretario alle Finanze nel governo Ciampi. Dal 2016 al 2019 Pappalardo ha presieduto il Comitato dei 12 Saggi fondatori del partito Movimento Liberazione Italia ed è stato altresì tra i fondatori, nel 2019, dei Gilet Arancioni, movimento politico che nel 2020 è confluito nel Movimento Italia Libera. Il 9 gennaio 2022 i Gilet Arancioni, unitamente ad altri movimenti, sono confluiti in un "nuovo soggetto politico" denominato Fronte di Liberazione Nazionale, di cui Pappalardo viene eletto presidente nazionale.

## Biografia
È figlio di una casalinga e di un brigadiere dell'Arma che, comandante di stazione durante la seconda guerra mondiale che fu fatto prigioniero e internato in un campo di concentramento nazista. Ha conseguito il diploma di maturità scientifica presso il liceo Cannizzaro di Palermo.

### Carriera militare
Dopo aver frequentato l'Accademia militare di Modena e la Scuola ufficiali carabinieri a Roma, fu nominato tenente dell'Arma. Destinato come primo comando in Calabria, dove ottenne la promozione a capitano, proseguì il servizio a Pordenone, operando nel 1976 nell'attività di soccorso alle popolazioni colpite dal terremoto del Friuli. Conseguita la laurea in giurisprudenza presso l'università di Padova e frequentato il master in studi europei presso l'Istituto Alcide De Gasperi di Roma, fu chiamato al Comando generale dell'Arma dei Carabinieri.
Nel 1981 Pappalardo fu eletto nel Consiglio Centrale di Rappresentanza Militare (COCER) dell'Arma dei Carabinieri, le cui competenze riguardano la formulazione di pareri, proposte e richieste rispetto alla condizione economica, previdenziale, sanitaria, ricreativa, culturale e morale dei militari. All'epoca tenente colonnello, ricoprì il ruolo di presidente del COCER dal 1988 fino al luglio 1991. Nominato comandante del gruppo provinciale Carabinieri Roma 3, si dimise in dicembre per non incorrere nell'incompatibilità per la candidatura alle successive politiche del 1992.(verrà eletto nell'aprile 1992 come deputato indipendente nelle liste del PSDI)
Nel 1994, dopo i due anni di aspettativa parlamentare, gli venne attribuito il grado di colonnello, in base alla legge 224/1986; dopo essere stato capo di stato maggiore della Regione Carabinieri Abruzzo e Molise, nel 1996 Pappalardo divenne vice comandante della Regione Umbria. Nel 1998 assunse il comando del 2º Reggimento Carabinieri di Roma e nel 1999 fu rieletto presidente del COCER. Il 31 marzo 2000 venne tuttavia sollevato dalla guida del reggimento dal comando generale dell'Arma e messo a disposizione del comandante della divisione Palidoro in seguito alla minaccia di promuovere un'agitazione dei militari con l'auspicio che provvedessero a "fondare un nuovo Stato". Negli stessi giorni si dimise anche dall'incarico di presidente del COCER.
Nel periodo 2004/2005 fu capo di stato maggiore della Divisione unità specializzate carabinieri di stanza a Roma. Il 24 giugno 2006 venne promosso di diritto al grado di generale di brigata per anzianità, in base alla legge 536/1971 ("promozione alla vigilia") e il giorno successivo venne collocato in congedo per raggiunti limiti di età.

### Carriera politica

#### Incarichi parlamentari (1992-1994)
Nell'aprile del 1992 Pappalardo fu eletto alla Camera dei deputati come indipendente nelle liste del PSDI nel collegio di Roma; fu designato vicepresidente della Commissione Difesa e fece parte della Commissione Finanze.
Nel marzo 1993 costituì il movimento politico Solidarietà democratica con cui si candidò a sindaco del comune di Pomezia; ottenne il 13% delle preferenze, sufficiente a essere eletto consigliere comunale. Il movimento venne successivamente coinvolto in una inchiesta sui legami con la massoneria deviata (dalle cui manovre Pappalardo si dichiarò sempre estraneo), la quale intendeva influenzare l’esito della competizione elettorale, la prima a prevedere l'elezione diretta del sindaco.
Il 6 maggio 1993 venne nominato sottosegretario di stato alle Finanze del Governo Ciampi, incarico che gli fu revocato il 24 dello stesso mese. A seguito del provvedimento del Consiglio dei Ministri, tornò quindi ad essere un deputato e fece parte della Commissione parlamentare Terrorismo e Stragi.
Nel mese di settembre 1993 Pappalardo abbandonò il gruppo parlamentare socialdemocratico a Montecitorio per iscriversi al gruppo misto; dopo aver partecipato due mesi dopo alle elezioni comunali di Roma come capolista di Solidarietà democratica (lista che si contrapponeva al candidato Rutelli) ottenendo lo 0,55% dei voti, aderì quindi nel dicembre dello stesso anno al Patto di Mario Segni dove restò come deputato fino al febbraio 1994, quando si dimise perché non candidato all'interno della stessa coalizione.
Terminato il mandato parlamentare con le elezioni del 27 e 28 marzo 1994, si candidò alle elezioni europee del 1994 da indipendente nelle liste di Alleanza Nazionale, senza tuttavia essere eletto. Alle elezioni politiche del 1996 si candidò quindi con la coalizione L'Ulivo nel collegio maggioritario di Chieti, ma ottenne il 43,5% e non fu eletto.
Per l'attività politica svolta come parlamentare percepisce un vitalizio di 3 108 euro al mese.

#### Candidature al Senato, in Sicilia e a Palermo (2001-2011)
Il 25 maggio 2001, dopo aver fondato il movimento Popolari Europei, collocato a destra della Casa delle Libertà, fu capolista con questa lista alle comunali di Roma, ma la lista ottenne lo 0,15%.
Diventato segretario dell'Associazione Culturale Nuova prospettiva, Pappalardo si candidò alle elezioni del 13 maggio 2001 al Senato nel collegio di Taranto con la Lega d'Azione Meridionale. Fu poi nuovamente candidato alle elezioni regionali del 24 giugno in Sicilia, nella circoscrizione di Catania, nella lista Biancofiore, promossa da Salvatore Cuffaro; anche in quella tornata elettorale non venne però eletto.
Nel 2007 fu nominato all'interno della Direzione nazionale del Partito dei Socialdemocratici, guidato da Franco Nicolazzi; nello stesso anno fondò anche il SUPU (Sindacato Unitario dei Pensionati in Uniforme). L'anno successivo Pappalardo si candidò nuovamente alla carica di senatore come indipendente nelle liste del MpA in Abruzzo, Puglia e Sicilia, senza essere eletto; a seguito delle denunce nei confronti di Raffaele Lombardo prese poi le distanze dal movimento. Nel mese di luglio dello stesso anno assunse anche l'incarico di membro del consiglio di amministrazione della Stretto di Messina S.p.A..
Il 30 ottobre 2011 Pappalardo annunciò la sua candidatura a sindaco di Palermo con il Melograno Mediterraneo; la lista venne però esclusa dalla commissione elettorale comunale poiché la documentazione venne presentata oltre i termini stabiliti.

#### Il Movimento Liberazione Italia e i Gilet Arancioni (2016-)
Dal 2016 al 2019 Pappalardo è stato presidente del Comitato dei 12 Saggi fondatori del movimento politico Movimento Liberazione Italia, che faceva riferimento al Movimento dei Forconi e che dichiarava di avere l'obiettivo di ridare il potere al popolo sovrano togliendolo al Parlamento, ritenuto abusivo.
Nel 2019 è stato tra i fondatori dei Gilet Arancioni, movimento politico con cui si è candidato alle elezioni regionali in Umbria come presidente; la lista ha tuttavia raccolto 587 voti (pari allo 0,13%), senza eleggere alcun componente. A dicembre 2020 i Gilet Arancioni hanno aderito al Movimento Italia Libera di cui fanno parte, tra gli altri, il partito Forza Nuova ed altri movimenti che si dichiarano contrari sia all'uso delle mascherine per ridurre la diffusione del SARS-CoV-2, sia alla somministrazione di vaccini.
In vista delle elezioni politiche del 2022, il 12 agosto deposita il simbolo dei Gilet Arancioni - Generale Pappalardo, senza successivamente presentare una lista.

## Controversie e procedimenti giudiziari

### Controversia con il comandante dell'Arma Viesti (1992-1997)
Nel gennaio 1992 Pappalardo ricevette un avviso di garanzia per il reato di diffamazione nei confronti dell'allora comandante generale dell'Arma dei Carabinieri Antonio Viesti; ad avviso dello stesso Pappalardo l'imputazione avvenne a seguito di una sua dichiarazione al GR1 in cui affermava che «il comandante generale dell'Arma non può essere più scelto dai partiti».
L'11 maggio 1993 il tribunale militare di Roma condannò Pappalardo a otto mesi di reclusione per diffamazione ai danni di Viesti; in seguito la condanna venne ridotta a 3 mesi dalla corte militare di appello della capitale il 19 ottobre 1994 e infine cassata senza rinvio dalla Corte di cassazione il 2 dicembre 1997 con la motivazione che "il fatto non costituisce reato".

### Posizioni su mutamenti politici e istituzionali (1999-2001)
Tra il 1999 e il 2000 in veste di presidente del COCER Pappalardo espresse posizioni in merito alla minaccia di agitazioni fra i carabinieri per protestare contro aumenti di retribuzione giudicati irrisori; contestualmente furono esposte alcune telefonate di politici nelle bacheche delle caserme e venne inviato un documento siglato da Pappalardo a tutte le strutture rappresentative dell'Arma in cui si auspicavano mutamenti politici e istituzionali.
Il 21 marzo 2000 la stampa entrò in possesso della nota informativa n. 20 del COCER che riportava la trascrizione di una telefonata intercorsa il 9 febbraio tra il presidente del sindacato Antonio Pappalardo e l'allora presidente del consiglio Massimo D'Alema sulla legge sul riordino delle forze di polizia, la cui votazione era prevista alla Camera il successivo 23 febbraio. Secondo la nota, Pappalardo avrebbe detto a D'Alema che «Qualcuno vuole mettere in difficoltà l'Arma dei Carabinieri […] Se si vuole un'unica forza di polizia, si abbia il coraggio di farlo. Questo ovviamente comporterà l'annientamento dell'Arma». Sei giorni dopo venne divulgata la relazione sullo stato del morale e del benessere dei cittadini a firma dello stesso Pappalardo in cui si invitava l'Arma a fondare un nuovo stato; il documento venne giudicato eversivo e inammissibile da tutti i partiti e vennero aperte due inchieste, una della magistratura ordinaria e l'altra della magistratura militare, che si conclusero nel 2001 con il proscioglimento di Pappalardo dalle accuse di aver violato il codice militare ed aver istigato i carabinieri a violare le leggi.
Per il contenuto delle dichiarazioni rilasciate ad una tv locale il 19 ottobre 2000, la procura militare di Padova chiese al presidente del Senato l'autorizzazione a procedere contro Pappalardo per "vilipendio delle assemblee legislative". Nella seduta del 31 gennaio 2001 l'aula del Senato respinse la richiesta per insussistenza del reato.

### Rinvio a giudizio per vilipendio del Presidente della Repubblica (2017-2024)
Nel 2019 il GUP del Tribunale di Roma ha rinviato a giudizio Pappalardo con l'accusa di vilipendio del presidente della Repubblica in quanto, nel 2017 lo stesso si recò al Quirinale per notificare un verbale d'arresto a carico di Sergio Mattarella per usurpazione del potere politico ed affermando in presenza di più persone, che il capo dello Stato fosse "un usurpatore". Il 12 dicembre 2024 il Tribunale di Roma ha riconosciuto l'insussistenza degli elementi necessari per configurare il reato contestato allo stesso Pappalardo dopo che il pubblico ministero ne aveva chiesto l'assoluzione.

### Sospensione e rimozione dal grado di generale di brigata (2018-2022)
Il 1º ottobre 2018 Pappalardo venne sospeso dalle funzioni del grado per 12 mesi, a seguito di un procedimento disciplinare nei suoi confronti, avviato su proposta del Comando Generale dei Carabinieri e definito dal Ministero della Difesa per violazione dei doveri derivanti dal grado e dal giuramento da lui prestato. La proposta di sospensione, secondo lo stesso Pappalardo, sarebbe partita su proposta dell'allora comandante generale dell'Arma Tullio Del Sette e ratificata dall'ex ministra Elisabetta Trenta, per aver partecipato a trasmissioni televisive avvalendosi del titolo di generale, senza specificare di essere in congedo. Nel giugno 2021 una sentenza del TAR del Lazio annulla il provvedimento, ritenendo insussistenti le violazioni disciplinari lamentate.
Il 27 settembre 2021 la stampa ha riportato la notizia secondo cui a Pappalardo è stato notificato un provvedimento del ministero della Difesa di perdita del grado di generale di brigata per rimozione per motivi disciplinari, ritenendo le sue condotte "lesive del prestigio delle forze armate e del giuramento prestato" a causa delle sue posizioni sulla pandemia di COVID-19 in Italia. Lo stesso Pappalardo ha poi confermato con un video la notizia, contestando tuttavia il provvedimento emesso. A gennaio 2022 ha quindi annunciato di essere ricorso al consiglio di Stato contro il provvedimento emesso dal ministero e, nel maggio seguente, che il TAR del Lazio ha accolto il ricorso, annullando la rimozione dal grado.

### Denuncia per mancato rispetto delle regole anti-Covid-19 (2020-)
Nel maggio 2020 in Piazza del Duomo di Milano egli è stato promotore di un presidio del movimento dei Gilet arancioni, durante il quale i partecipanti non rispettavano le normative anti-COVID-19. Come organizzatore dell'evento, Pappalardo è stato quindi denunciato all'autorità giudiziaria dalla questura meneghina, in particolare per violazioni del divieto di assembramento e dell'obbligo di indossare protezioni individuali.

### Denuncia per manifestazione non regolare (2022)
Il 15 febbraio 2022 i quotidiani annunciano che Pappalardo sarebbe stato denunciato, insieme ad altri promotori, alla procura della Repubblica di Roma per violazione dell'articolo 18 del TULPS (preavviso di manifestazione) in quanto il giorno precedente a Roma, la prima manifestazione nazionale no-vax e no-pass indetta dal Fronte di Liberazione Nazionale, di cui Pappalardo è presidente, era stata spostata a Piazza Venezia, contrariamente all'aspettativa della Questura cui era stata indicata per il Circo Massimo.

## Attività artistiche
Antonio Pappalardo svolge anche l'attività di compositore di opere musicali; ha infatti scritto la Missa Militum, una messa cantata dedicata alle forze di pace nel mondo che venne eseguita per la prima volta a Foligno nel 1997 da Giorgio Albertazzi (voce recitante) e Franco Simone (voce solista). Nel 2003 i complessi del Teatro dell'Opera guidati da Gianluigi Gelmetti eseguirono poi in prima assoluta Vita Nova, oratorio per soli coro e orchestra composto da Pappalardo per omaggiare Madre Teresa di Calcutta. Insieme a Corrado Calabrò, già presidente dell'Autorità per le garanzie nelle comunicazioni, ha inoltre presentato nel 2005 un'opera per soli coro e orchestra intitolata Il vento di Mykonos; l'anno successivo Pappalardo presentò poi Bhailpevaco, opera rock sul dialogo interreligioso, al Teatro Colosseo di Torino. Nel 2007 il Tg2 Dossier ha trasmesso una sua composizione sacra per i cinquecento anni della Basilica di San Pietro.
Oltre a ciò, egli si dedica alla pittura e ha all'attivo diverse pubblicazioni tra cui L'utopia dell'Ummita, manoscritto che gli sarebbe stato consegnato da un extraterrestre proveniente dall'ipotetico esopianeta Ummo, il quale l'avrebbe pregato di provvedere alla sua pubblicazione.

## Pubblicazioni

### Saggi
- COCER Carabinieri - cronaca di un’avventura sindacale, edizioni Ventura, 1992
- La vera storia dei Carabinieri, edizioni Il Pediatra, 1992
- Il colonnello racconta... Storie vere, fantastiche, bizzarre, drammatiche, dissacranti, pungenti, a censura di una classe politica istituzionale, edizioni Morrone, 2011
- Il generale che fa sognare, autopubblicato, 2020

### Narrativa
- Il re della timpa del forno, edizioni Kappa, 1990
- L'utopia dell'Ummita, edizioni Morrone, 2010 (romanzo di Walet Humm trascritto e curato da Antonio Pappalardo[57])

### Poesia
- E se morti, non viviamo, (poesie), edizioni Pagine, 2003
- Intorno a te, Kion, 2012
- Nel vento nel cuore e sull'anima, Kion, 2015
- Le infinite vie dell'anima, EBS print, 2017
- Bugie, EBS print, 2019